# A602 (motorväg, Belgien)

A602 (Belgien)

A602 är en motorväg i Belgien som binder ihop Ans med motorvägen A26.